# Fokussiergeschwindigkeit
Als Fokussiergeschwindigkeit bezeichnet man in der Fotografie die Zeitdauer eines Autofokus-Systems zwischen Initiierung des AF-Vorgangs durch den Fotografen und Feststellung des Schärfepunktes durch die Kameraelektronik. Die Fokussiergeschwindigkeit wird sowohl durch verschiedene kamerainterne als auch durch diverse externe Faktoren bestimmt.

## Einflussfaktoren
Die Fokussiergeschwindigkeit wird beeinflusst durch
- den Typ des AF-Systems (Phasendetektions-AF, Kontrast-AF, Hybrid-AF)
- den Typ der AF-Sensoren (Kreuz-, Linien- oder Pixelsensoren)
- die Lichtstärke der Optik des AF-Moduls sowie des verwendeten Objektivs
- die Geschwindigkeit der internen Verarbeitung durch die Kameraelektronik
- die Masse und Anzahl der mechanisch zu bewegenden Elemente, sprich: Linsen im optischen System
- die Leistungsfähigkeit des Autofokus-Motors
- die Übersetzung der Mechanik (bei älteren Objektiven) sowie das Ansprechverhalten der Objektivelektronik
- die Brennweite des Objektivs
- Hilfsfunktionen des AF (z. B. infrarotes AF-Hilfslicht oder Hybrid-AF)
- AF-Modus des Kamera-AF (Einzel(bild)-AF, Kontinuierlicher-AF)
- Elektrische Spannung des Kameraakkus

Allgemein ist der in den meisten Kompakt-Digitalkameras und Smartphones verwendete Kontrast-AF langsamer als ein Phasendetektions-AF einer SLR-Kamera. Neuere Modelle, insbesondere viele spiegellose Systemkameras integrieren einen schnellen Phasen-AF direkt auf dem Aufnahmesensor.
Extern entscheidend für die effektive Fokussiergeschwindigkeit ist das Motiv und die Aufnahmesituation insgesamt; hier spielen vor allem folgende Faktoren eine Rolle:
- Objekt- bzw. Motivkontrast
- Position des Objekts bzw. die Geschwindigkeit als Veränderung der vertikale Distanz zur Kamera
- Beleuchtungsstärke oder gemessener Lichtwert des Motivs oder zu messenden Objekts (umgebende Lichtsituation)

## Typische Problemsituationen
Der Autofokus kann Schwierigkeiten in extremen Lichtsituationen wie Gegenlicht, Aufnahmen bei geringem vorhandenem Licht oder bei sehr hoher Helligkeit etc. bekommen; Objekte mit geringem Motivkontrast können häufig nur sicher fokussiert werden durch einen Kreuzsensor, mit aktiver Distanzmessung oder mit Hilfe eines AF-Hilfslichts. Bei schnellen Bewegungen zur vertikalen Achse der Kamera auf kurze Distanz kommt es auf die Fähigkeit des AF-Systems zur Schärfenachführung sowie Motivverfolgung an.

## Lösungsansätze
Anstelle der vollautomatischen Auswahl des aktiven Fokuspunkts durch die Kameraelektronik lässt sich bei vielen Kameras der zentrale Fokuspunkt vorwählen, was eine Vorfokussierung auf den gewünschten Schärfepunkt des Motivs und anschließendes Verschwenken und Ausrichten der Kamera auf den gewünschten Motivinhalt ermöglicht. 
Probleme mit einer unzureichenden Fokussiergeschwindigkeit kann der Fotograf vermeiden, wenn er manuell fokussiert.
Wer zu wenig Übung für das manuelle Fokussieren hat oder mit einem elektronischen Sucher (EVF) an einer Digitalkamera arbeiten muss, kann sich in vielen Fällen durch eine Vorfokussierung behelfen: Dazu wird auf ein Objekt in etwa derselben Distanz fokussiert und die Schärfe unabhängig von der Belichtung für die nächste Auslösung gespeichert.
Kameras ohne Kreuzsensor fokussieren bei bestimmten streifigen Motiven unzuverlässig oder teilweise überhaupt nicht; hier hilft meist eine einfache Drehung der Kamera um 45 bis 90 Grad mit Schärfespeicherung und anschließender Korrektur des Motivausschnitts.